# Cabrerakreis
Mit Hilfe des Cabrerakreises kann der elektrische Lagetyp des Herzens mittels der Ableitungen eines Standard-EKGs ermittelt werden. Trägt man die Ausschläge der Extremitätenableitungen in das Schema ein, so kann der Lagetyp des Herzens anhand von Richtungsvektoren bestimmt werden.

## Der Lagetyp des Herzens / die elektrische Herzachse

Erregungsleitung am Herzen mit EKG

Da das Herz als großer Muskel nach dem Prinzip der elektromechanischen Kopplung funktioniert, muss es elektrisch erregt werden, um sich zu kontrahieren (siehe Herz). Die elektrische Herzachse entspricht dabei der Hauptausbreitungsrichtung der elektrischen Erregung.
Diese wird zur Beurteilung eines EKGs aus mehreren Gründen routinemäßig bestimmt:
- Bestimmte Lagetypen müssen von vornherein als pathologisch gelten (z. B. überdrehter Rechtstyp)
- Eine Änderung der Herzachse kann auf eine Herzerkrankung wie Herzinfarkt oder Lungenembolie hindeuten (siehe unten).

## Lagetypen

EKG-Lagetypbestimmung mit dem Cabrerakreis

Man unterscheidet folgende Lagetypen des Herzens:
- überdrehter Linkstyp (<−30°)
- Linkstyp (−30° bis +30°)
  - evtl. weitere Differenzierung in Linkstyp (−30° bis 0°) und Horizontaltyp / Quertyp (0° bis +30°)
- Indifferenztyp / Normtyp (+30° bis +60°)
- Steiltyp (+60° bis +90°)
- Rechtstyp (+90° bis +120°)
- überdrehter Rechtstyp (>+120°)

Die elektrisch ermittelten Lagetypen stimmen meist mit den anatomischen Lagetypen überein. Das muss aber nicht immer der Fall sein.

## Pathologien
Kleinere Veränderungen des Lagetyps sind mit zunehmendem Alter, beim Ein- und Ausatmen und in der Schwangerschaft üblich, insbesondere stärkere Veränderungen in kurzer Zeit weisen aber auf einen krankhaften Befund hin.
- Der überdrehter Linkstyp kommt beim linksanterioren Schenkelblock, bei linksventrikulärer Hypertrophie und bei Vorhofseptumdefekten vor.
- Ein Linkstyp ist bei Patienten ab dem 40.–45. Lebensjahr, bei Adipositas und bei Linksherzbelastung (z. B. arterielle Hypertonie) häufig.
- Der Indifferenztyp ist bei Erwachsenen und älteren Jugendlichen normal.
- Ein Steiltyp ist bei Jugendlichen und sehr dünnen Erwachsenen physiologisch und kann sonst als Hinweis auf eine Rechtsherzbelastung (Cor pulmonale) gewertet werden.
- Der Rechtstyp ist bei Kindern normal, sonst Hinweis auf Rechtsherzbelastung.
- Ein überdrehter Rechtstyp ist immer pathologisch (z. B. extreme Rechtsherzhypertrophie, linksposteriorer Hemiblock).